# ليليا غونزاليز
ليليا غونزاليز غونزاليز (بالإنجليزية: Lilia González González )‏ (من مواليد 1891- تُوفيت في 1973) وهي معلمة كوستاريكية وناشطة. تخرجت من مدرسة تدريب المعلمين في عام 1907، عملت ليليا مع كارمين لايرا في مجلة للأطفال تسمى «سان سيلرين» والتي نشروها لعدة سنوات. كانت ناشطة في الحركة ضد سياسات العمل للرئيس فيديريكو تينوكو جرانادوس، والتي بلغت ذروتها في إضراب عام 1919 حيث قام المدرسون بإشعال النار في مكتب صحيفة الحكومة. كان الإضراب بقيادة أنجيلا أكونا براون وبعض المعلمين ومنهم: غونزاليس وآنا روزا شاكون وماتيلدا كارانزا وكارمن ليرا وفيكتوريا مادريجال وفيتاليا مادريجال وإستر دي ميزرفيل وماريا أورتيز وتيودورا أورتيز وإيستر سيلفا وأندريا فينيجاس.
بعد طرد تينكو ، بدأ الرئيس الجديد خوليو أكوستا غارسيا بتقديم تنازلات مع المعلمين وعيّن وزيرًا جديدًا للتعليم لإجراء تغييرات. وكان من إحدى تلك التغييرات هي أن غونزاليس وليرا ومعلمان آخران تم إرسالهما إلى أوروبا لدراسة الأساليب التعليمية الأوروبية. وعندما عادوا ، في عام 1926 افتتحت أول مدرسة تمهيدية(منهج مونتيسوري). ساعدت غونزاليز في تنفيذ السياسات التعليمية الموحدة الجديدة التي تم تنفيذها للمرة الأولى في البلاد باستخدام أساس علمي. أصبحت مديرة إيسكويلا جوليا لانج ، وكانت عضوة بفريق مفتش المدرسة في مقاطعة سان خوسيه. في عام 1928 ، بدأت بالتدريس في المدرسة العملية ، وساعدت أستير سيلفا في العثور على مدارس ومقاصف للعمال. في عام 1945 ، بعد تأسيس جامعة كوستاريكا ، قامت بتدريس فصول دراسية هناك ثم تم تعيينها لاحقًا كأستاذة فخرية. في عام 1959 ، تمت ترقيتها إلى عميد كلية التربية وتقاعدت في عام 1960.